# 七里河 (郑州)
七里河为中华人民共和国河南省郑州市境内的一条河流，为淮河的支流。七里河发源自新郑市郭店镇半坡桥村，向北经龙湖镇的罗垌村、林锦店村，到管城区十八里河镇苏庄和大姚庄，汇入十八里河后流入中牟县境，在白沙镇后潘庄流入贾鲁河，全长约为63.8公里，流域面积达741平方千米。